# Saint-Clément-des-Levées
Saint-Clément-des-Levées is een gemeente in het Franse departement Maine-et-Loire in de regio Pays de la Loire. De plaats maakt deel uit van het arrondissement Saumur en sinds 22 maart 2015 van het kanton Longué-Jumelles toen het kanton Saumur-Nord, waar de gemeente daarvoor onder viel, werd opgeheven. Saint-Clément-des-Levées telde op 1 januari 2022 1.127 inwoners.

## Geografie
De oppervlakte van Saint-Clément-des-Levées bedraagt 10,22 vierkante kilometer; Op 1 januari 2022 was de bevolkingsdichtheid 110,3 inwoners per km².

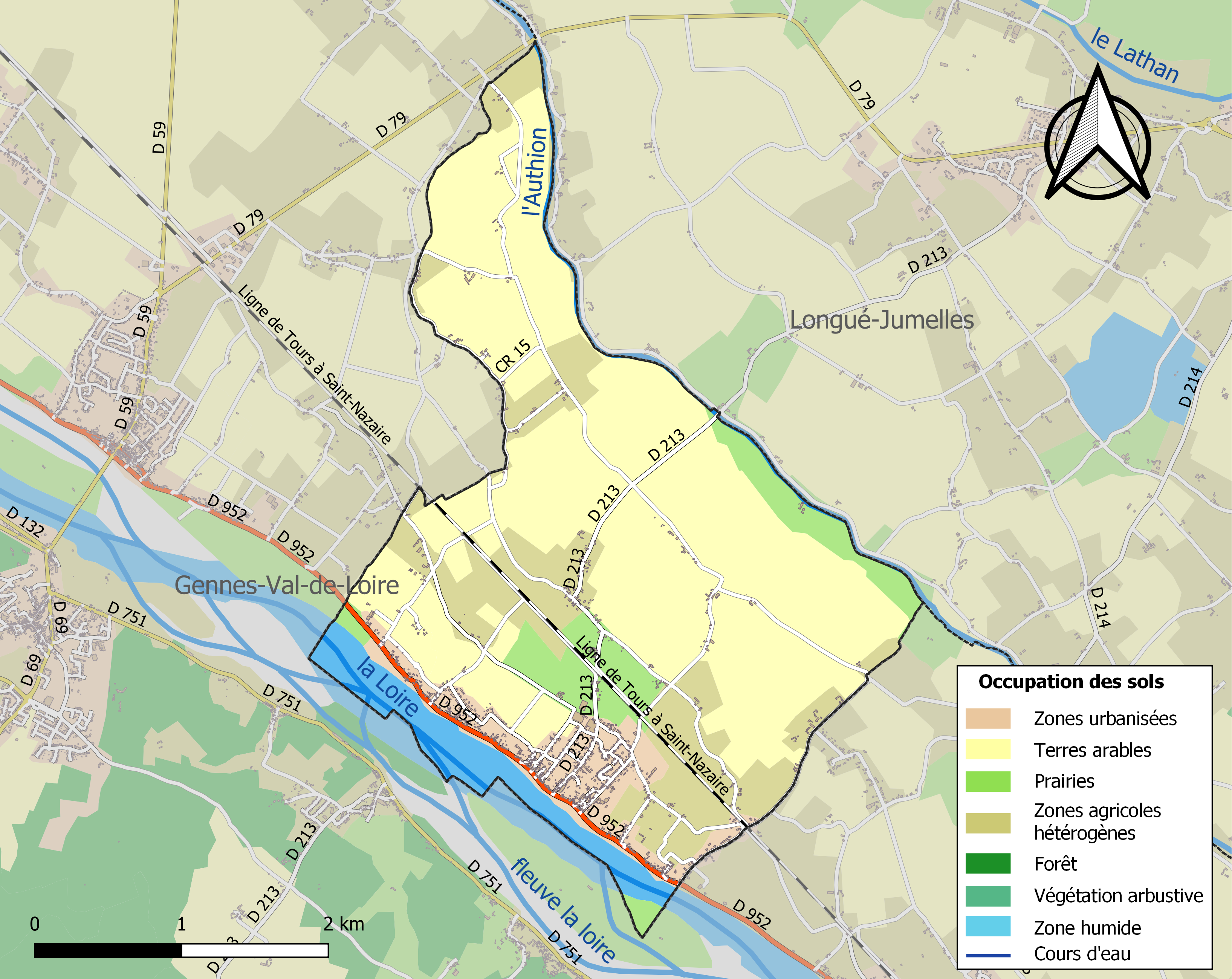
Kaart van de gemeente met de belangrijkste infrastructuur, bodemgebruik en omliggende gemeenten

## Verkeer en vervoer
In de gemeente ligt spoorwegstation Saint-Clément-des-Levées.
Onderstaande figuur toont het verloop van het inwonertal.
Allonnes · Brain-sur-Allonnes · La Breille-les-Pins · Blou · Courléon · La Lande-Chasles · Longué-Jumelles · Mouliherne · Neuillé · Les Rosiers-sur-Loire · Saint-Clément-des-Levées · Saint-Martin-de-la-Place · Saint-Philbert-du-Peuple · Varennes-sur-Loire · Vernantes · Vernoil-le-Fourrier · Villebernier · Vivy